# Budapest (Georgia)
Budapest egy kis, hét épületből álló település Haralson megyében, az Amerikai Egyesült Államokban, Georgia államban. Budapest a 78-as főúton érhető el kb. 5 mérföldnyire délkeletre a georgiai Tallapoosától. Kicsinysége miatt a főúton nem jelölik a település nevét.

## A település kialakulása
Az 1880-as évek végén új bevándorlók érkeztek Georgia államba: a magyarok. Ralph L. Spencer, egy Connecticutban született úriember hívására érkeztek. Az ő terve az volt, hogy Haralson megye dombjain szőlészeteket hoz létre, és ehhez olyan európai bevándorlókat keres, akiknek van valamilyen tudásuk a borkészítésről. A magyar közösség Pennsylvaniából érkezett, ahol bányákban dolgoztak. Spencer ajánlata visszautasíthatatlan volt: a borkészítésért cserébe olyan ágazatban dolgozhatnak, ami a hazájukra emlékezteti őket, ráadásul földeket is kaptak. A századfordulóra már körülbelül 200 család költözött a vidékre, akik a legnagyobb településüket a magyar főváros iránti tisztelet jeléül Budapestnek nevezték el. Később még két települést neveztek el a környéken, egyik a Tokaj, a másik a Nyitra nevet kapta.

## A település fénykora
Az itt élők idővel házakat, utcákat, üzleteket építettek, majd iskolát, katolikus templomot, temetőt, és egyéb közösségi intézményeket is. A vidékre jellemző klíma miatt a borászat virágzott. A helyiek jól éltek, és tevékenyen részt vettek a környék fejlődésében is, hiszen segítségükkel lett egyre nagyobb vállalat a Georgia Vineyard Company. Spencer még egy katolikus papot is meghívott a környékre, hogy a magyarok lelki szükségleteit kielégítse.

## A település hanyatlása
A környékbelieknek nem tetszett a magyar közösség életmódja, valamint hogy nem beszélték az angol nyelvet. Rengeteg előítélet volt a magyarokkal szemben, sőt, a helyiek le is nézték a messziről jött borászokat. 1908-ban Georgiában szesztilalmi törvényt hoztak (Prohibition Act in Georgia), és ennek következtében hanyatlásnak indult a bortermelés. A magyarok, akik elveszítették a megélhetésüket, visszaköltöztek északra, ahol ismét csak bányákban tudtak dolgozni. A települést elhagyták, közel 60 évet kellett várni a következő hírre: 1969-ben a rendőrség egy illegális szeszgyár működését leplezte le az egykori templomban.

## Napjainkban

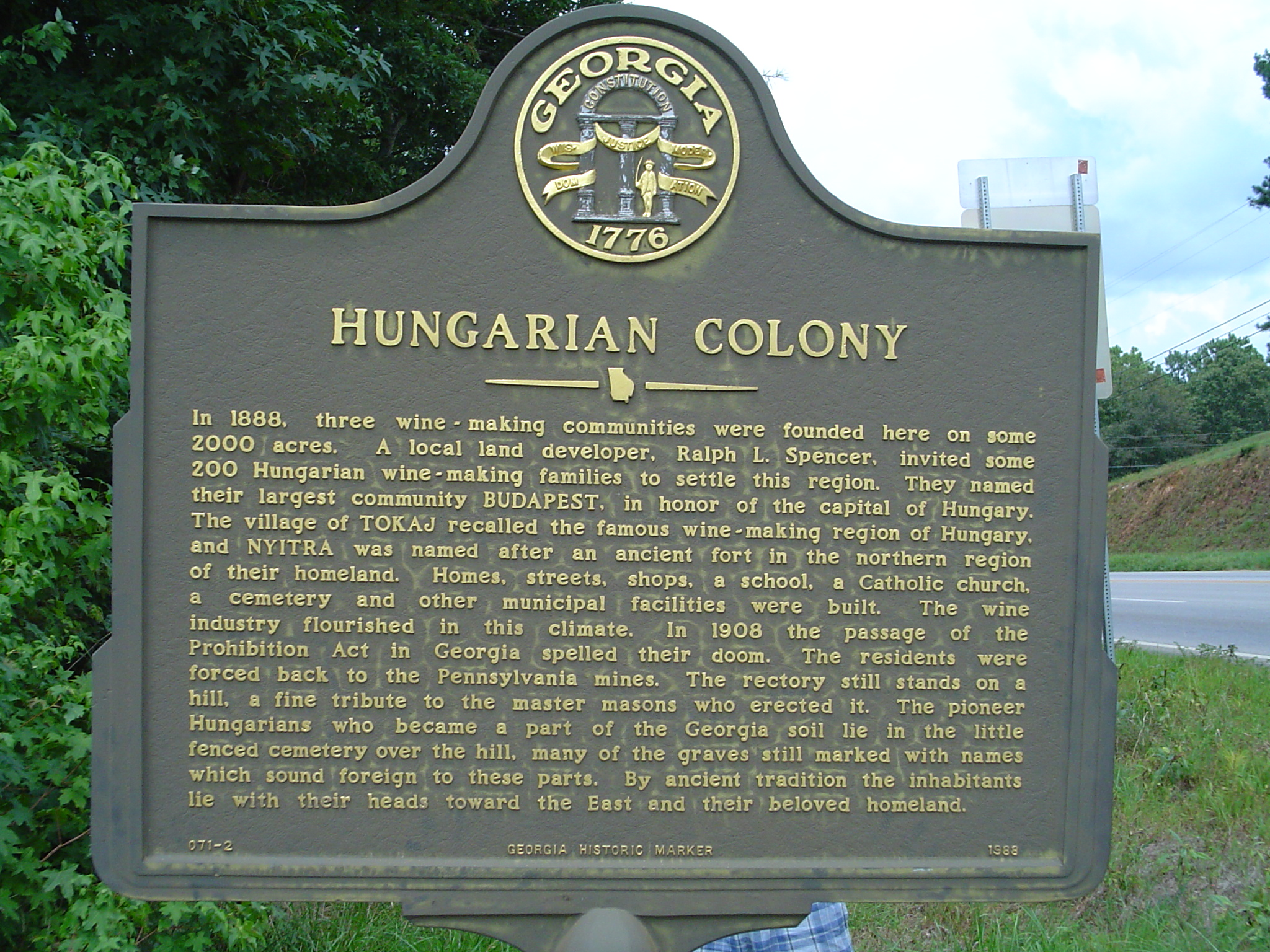
Az emléktábla, még a rongálás előtti állapotában (2004. augusztus 1.)

A Georgiai Történeti Társaságnak köszönhetően egy emléktáblát helyeztek ki az egykori település közelében. A település temetője is megmaradt, ahol még ma is olvashatók olyan nevek, mint például: Radó, Fekete, Lakatos, Polyák. 2008-ban egy társaság kitakarította a temetőt. Terveik között szerepel, hogy  a temető előtti utat Budapest Cemetery Roadnak keresztelik át. Azt is szeretnék elérni, hogy a temetőt történelmi helynek nyilvánítsák. A temetőben 2004. augusztus 1-jén a következő sírok voltak felismerhetőek:
|    | Vezetéknév              | Keresztnév | Született   | Elhunyt      | Állapot                 | Egyéb felirat        |
| -- | ----------------------- | ---------- | ----------- | ------------ | ----------------------- | -------------------- |
| 1  | Alberti                 | John       | ~1865       | 1930.12.29   |                         |                      |
| 2  | Bahan                   | John       | 1849.12.10  | 1923.01.??   | Korábbi sérülés javítva |                      |
| 3  | Carrosa                 | Joney?     | 1887.06.10  | 1916.08.06   |                         |                      |
| 4  | Ecsedy                  | Joseph     | 1864.04.14  | 1919.03.28   |                         |                      |
| 5  | Fekete                  | Luis       | 1867.01.01  | 1946.06.26   |                         | Husband              |
| 6  | Fekete                  | Mary N.    | 1874        | 1964         |                         | Wife                 |
| 7  | Knapp                   | John       | 1855?.06.16 | 1931.08.19   |                         |                      |
| 8  | Lakatos                 | Nikolas    | 1868.02.23  | 1905.05.10   | Korábbi sérülés javítva |                      |
| 9  | Lakatos                 | Rosalia    | 1848.08.04  | 1926.03.29   |                         | Mother               |
| 10 | Lakatos Ecsedy Alberti? | Anna       | 1884.05.26  | 1936.08.23   |                         |                      |
| 11 | Nemeth                  | Katherine  | 1850        | 1920         |                         |                      |
| 12 | Oehlschlager            | Michael    | 1849.08.08  | 1924.04.06   |                         |                      |
| 13 | Polyak P.               | Stephen    | 1857.08.11  | 1923.01.27   | Korábbi sérülés javítva |                      |
| 14 | Poor?                   | George     | 1857.04.??  | 1907.06.06   |                         |                      |
| 15 | Rado                    | Helen      | -           | 1931.01.17   |                         | Another Little Angel |
| 16 | Rado                    | Ignaz      | 1856        | 1906         |                         |                      |
| 17 | Rado                    | Julia      | 1900.04.08  | 1900.06.06   |                         |                      |
| 18 | Zuergher?               | Maria      | 1913.01.??  | 1915?.03.28? |                         |                      |

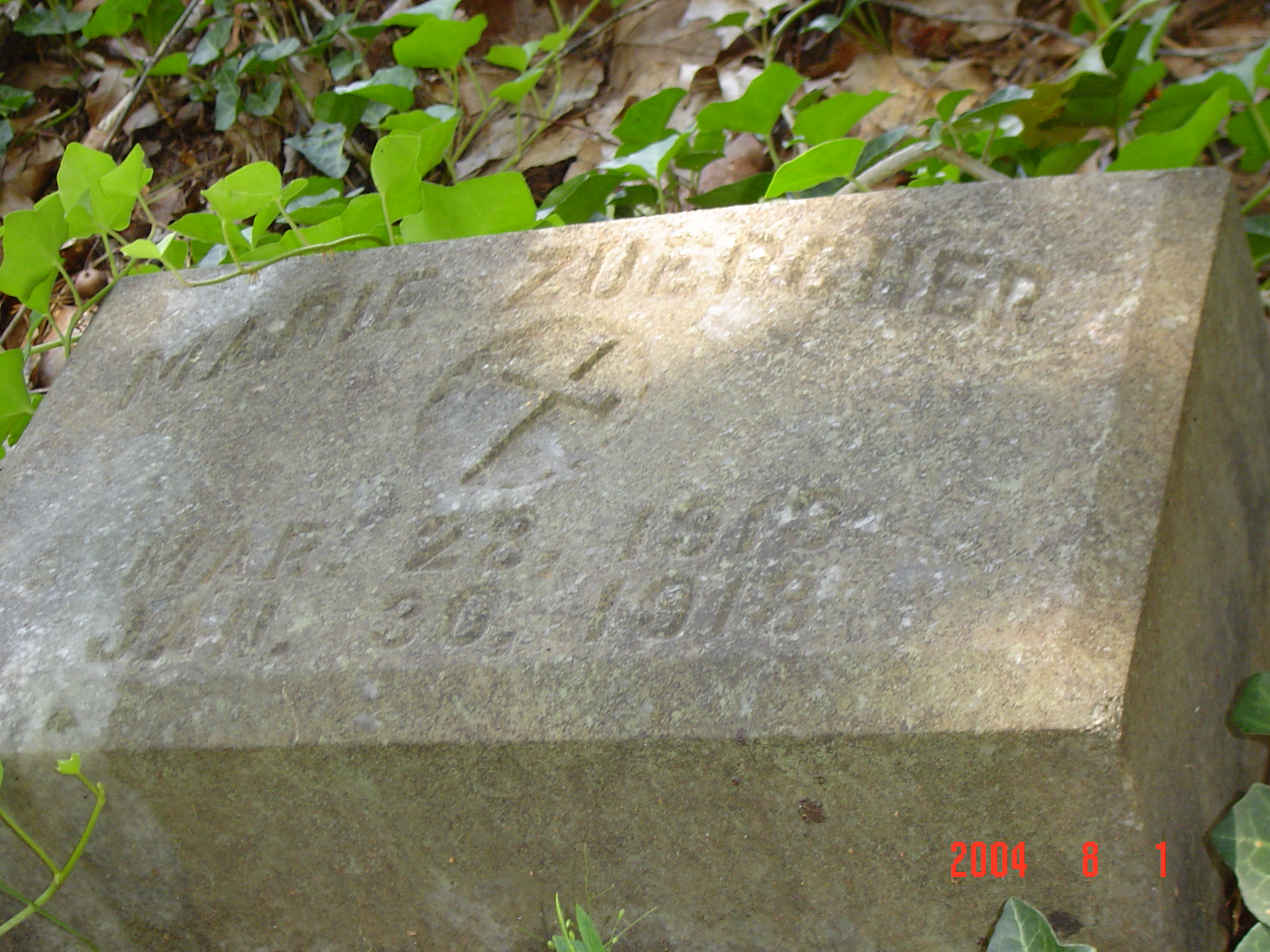
Maria Zuergher
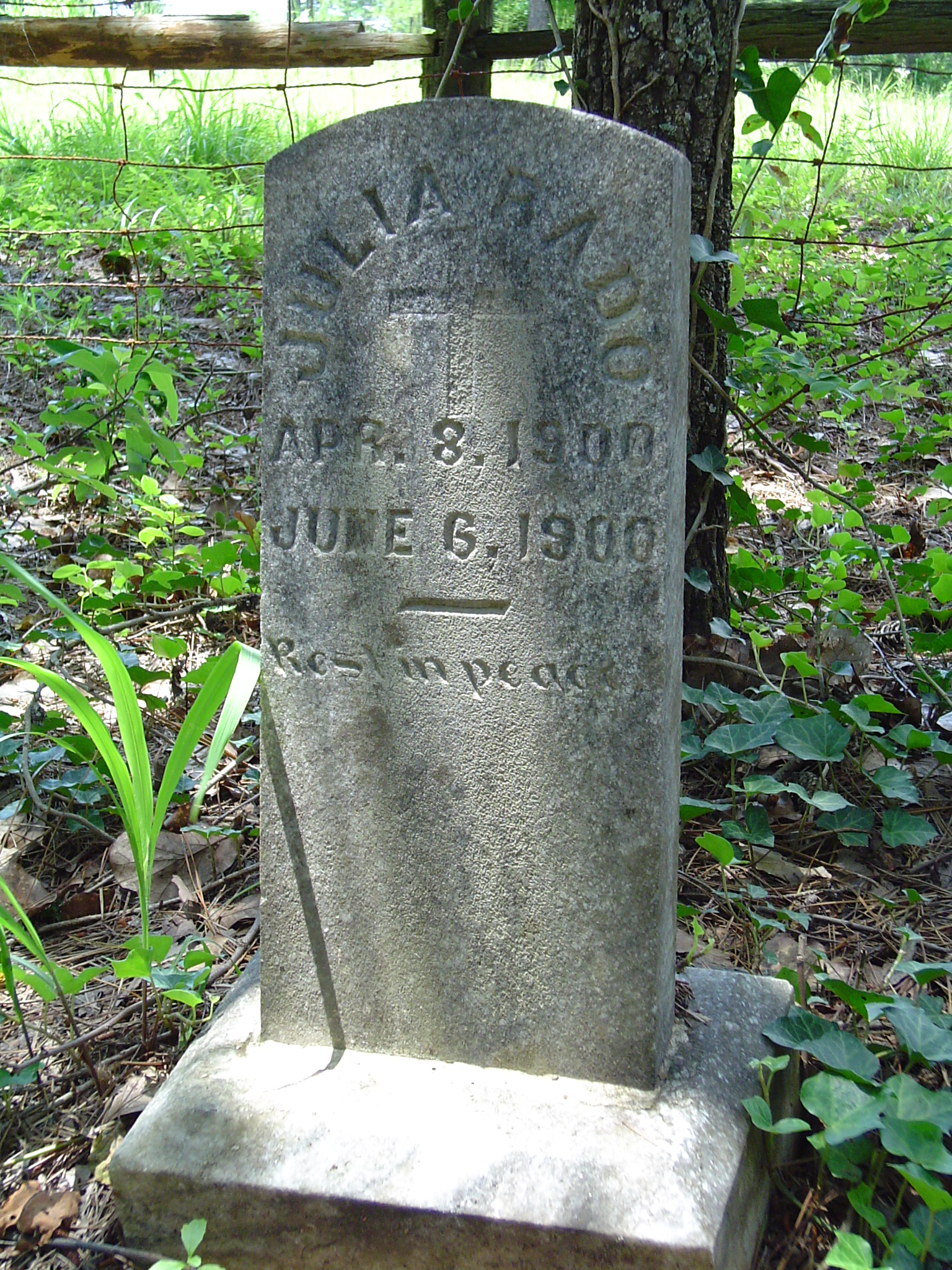
Julia Rado
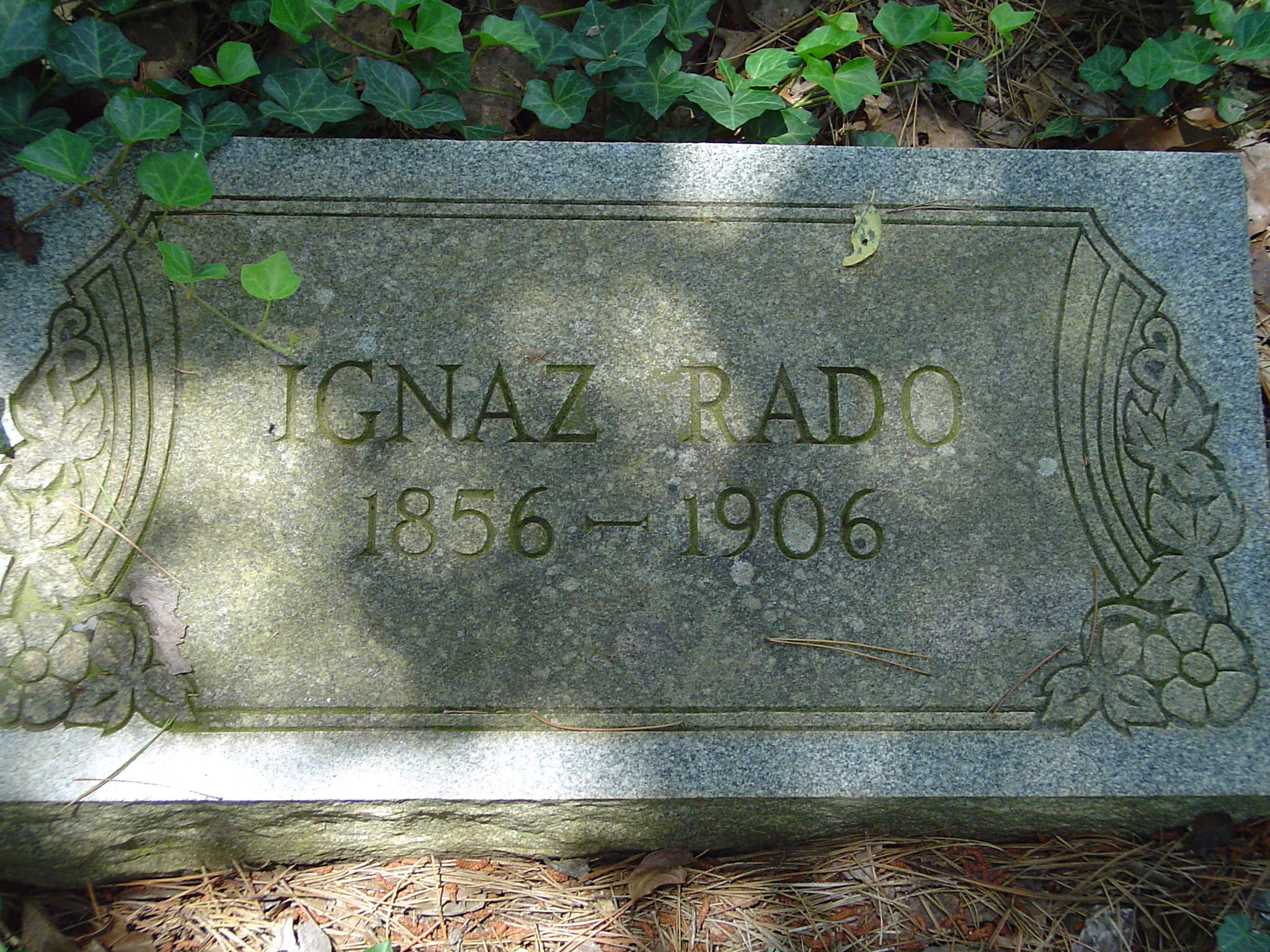
Ignaz Rado
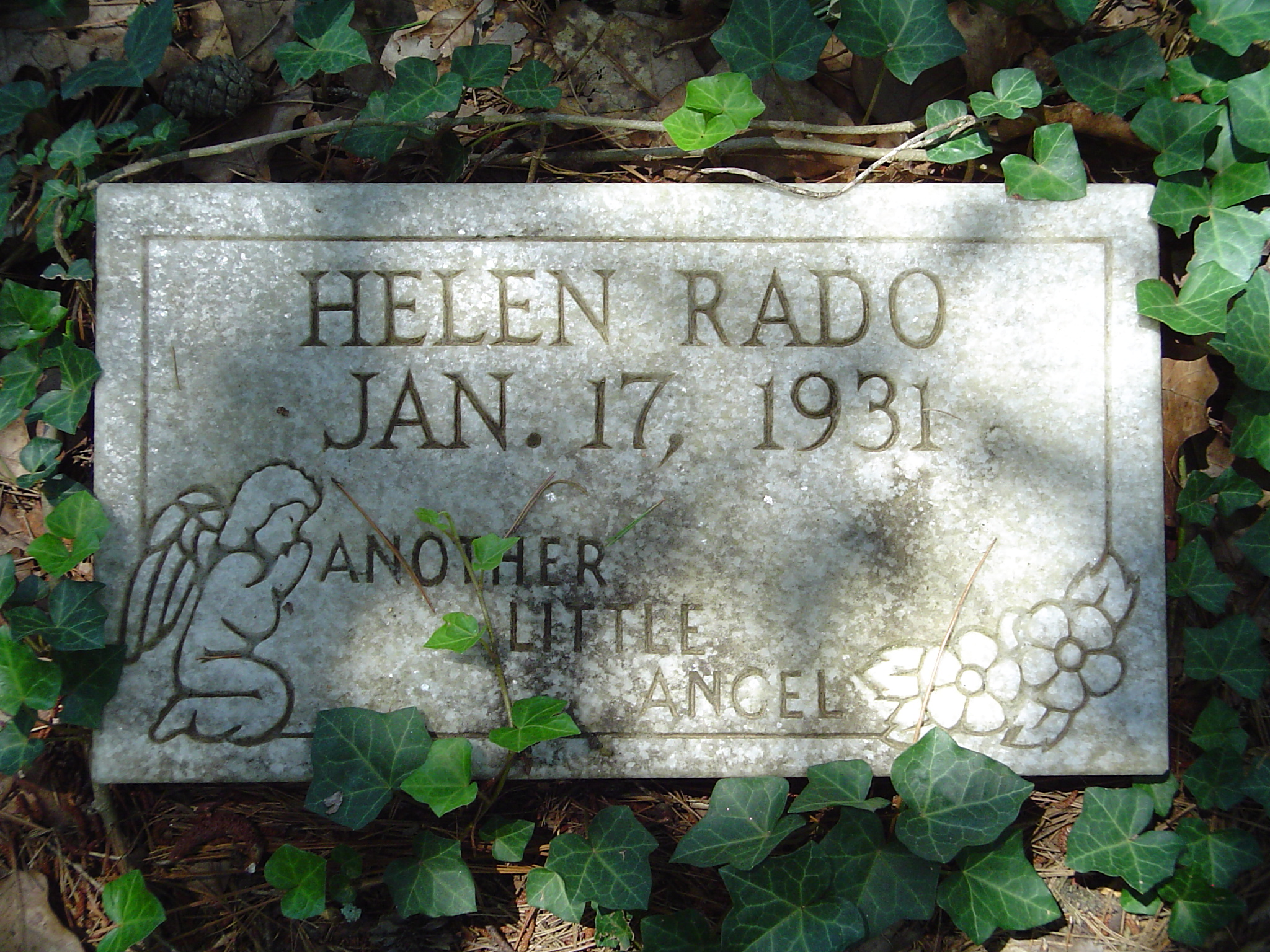
Helen Rado
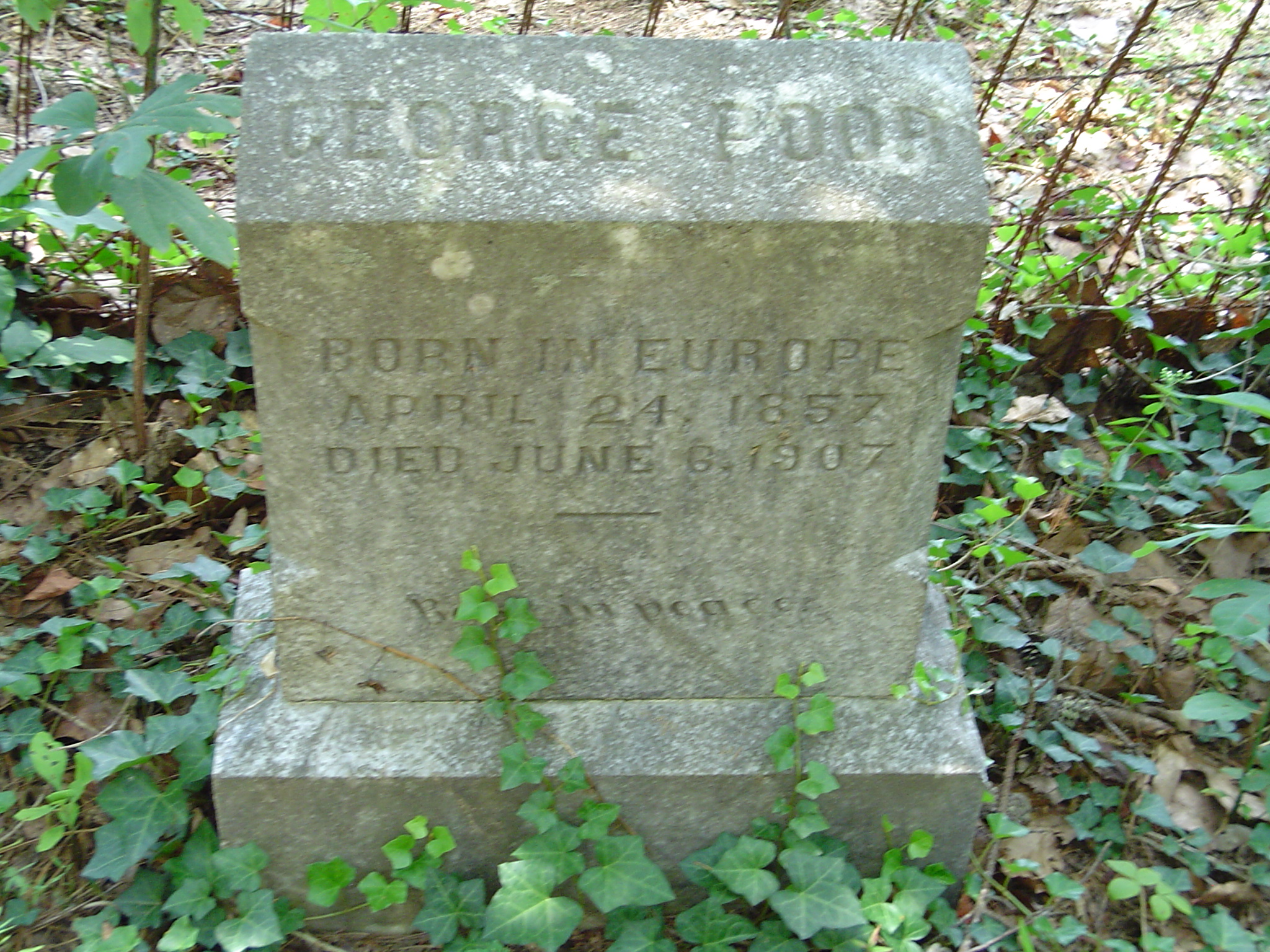
George Poor
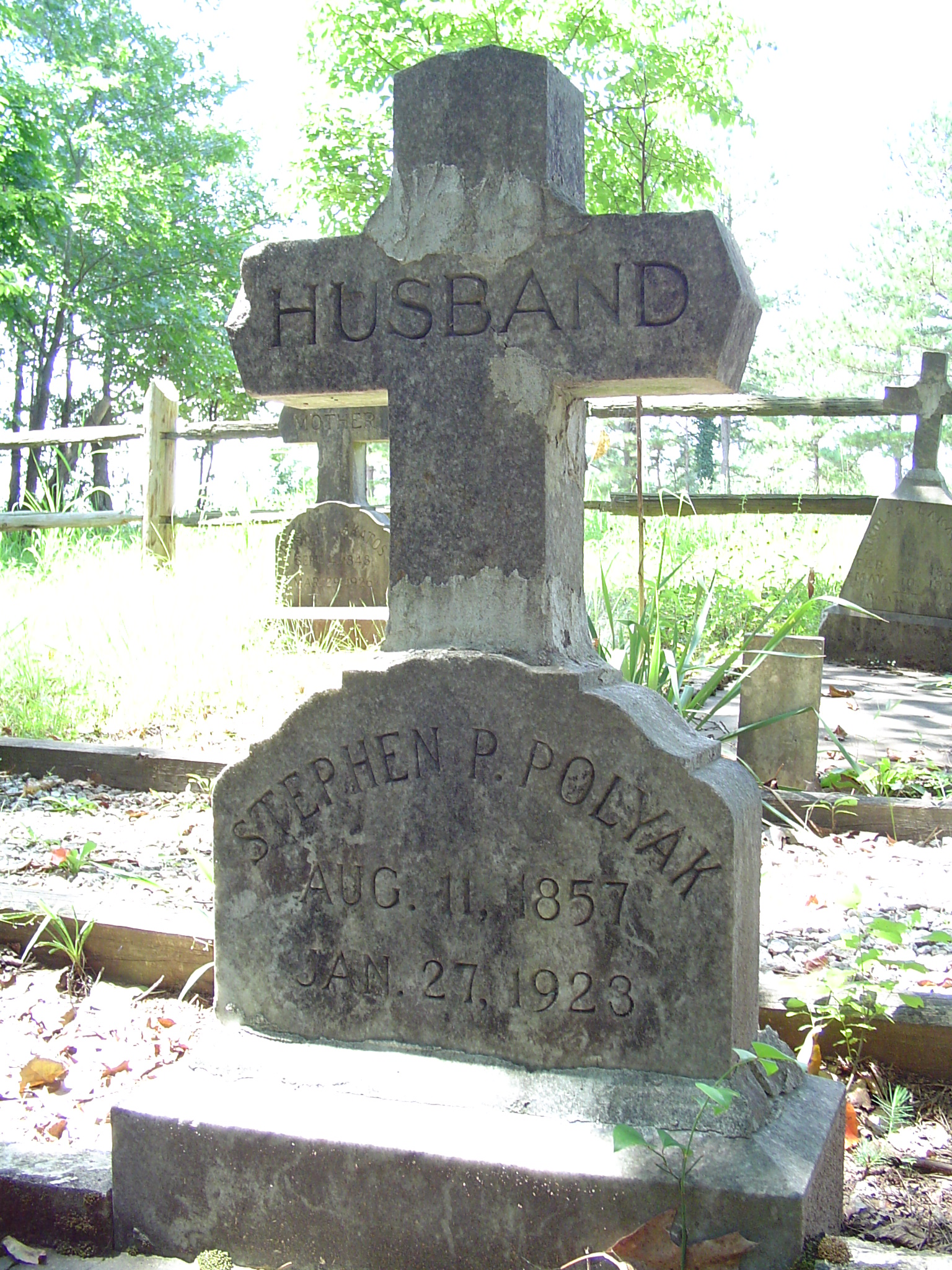
Stephen P Polyak
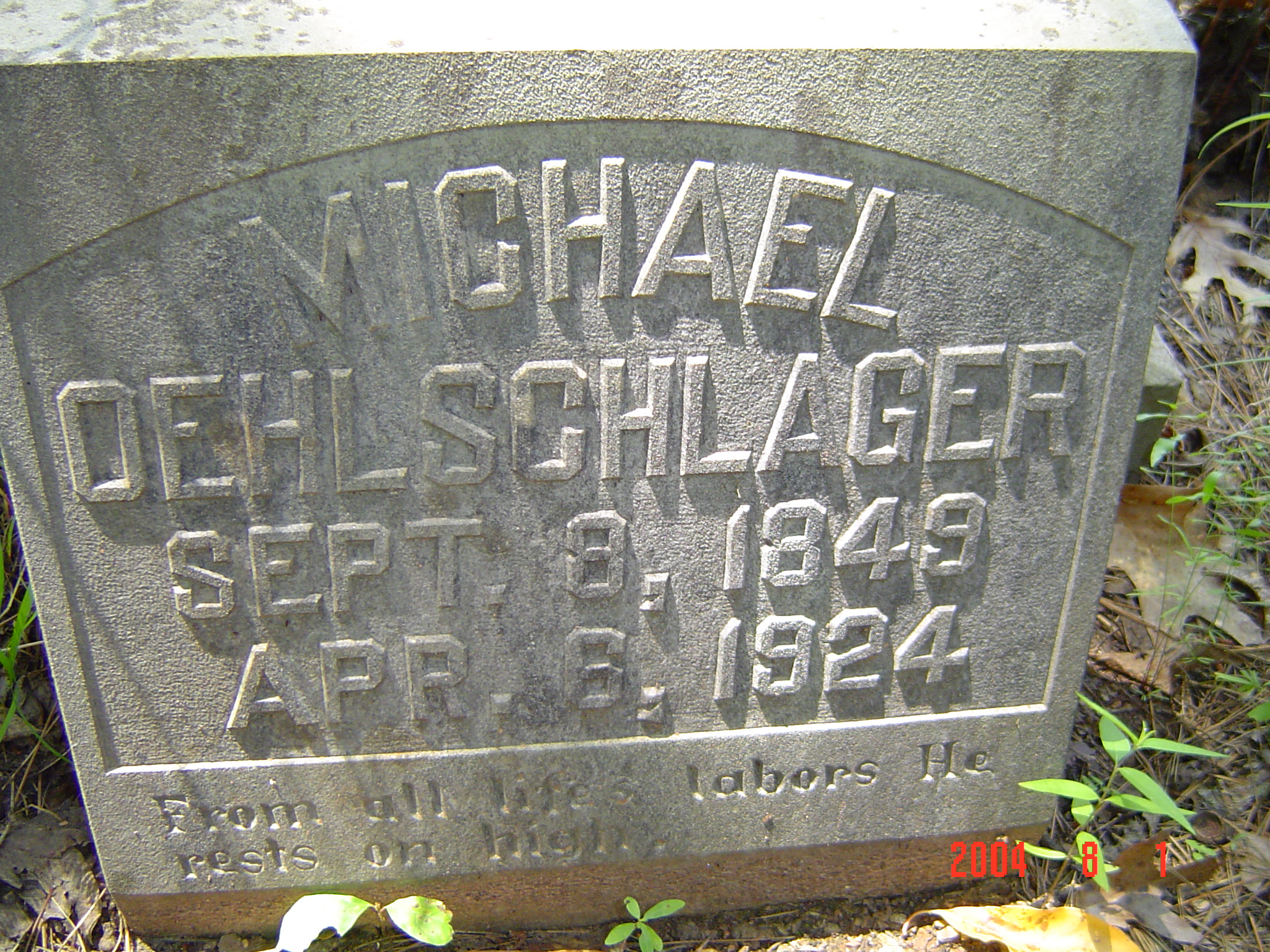
Michael Oehlschlager
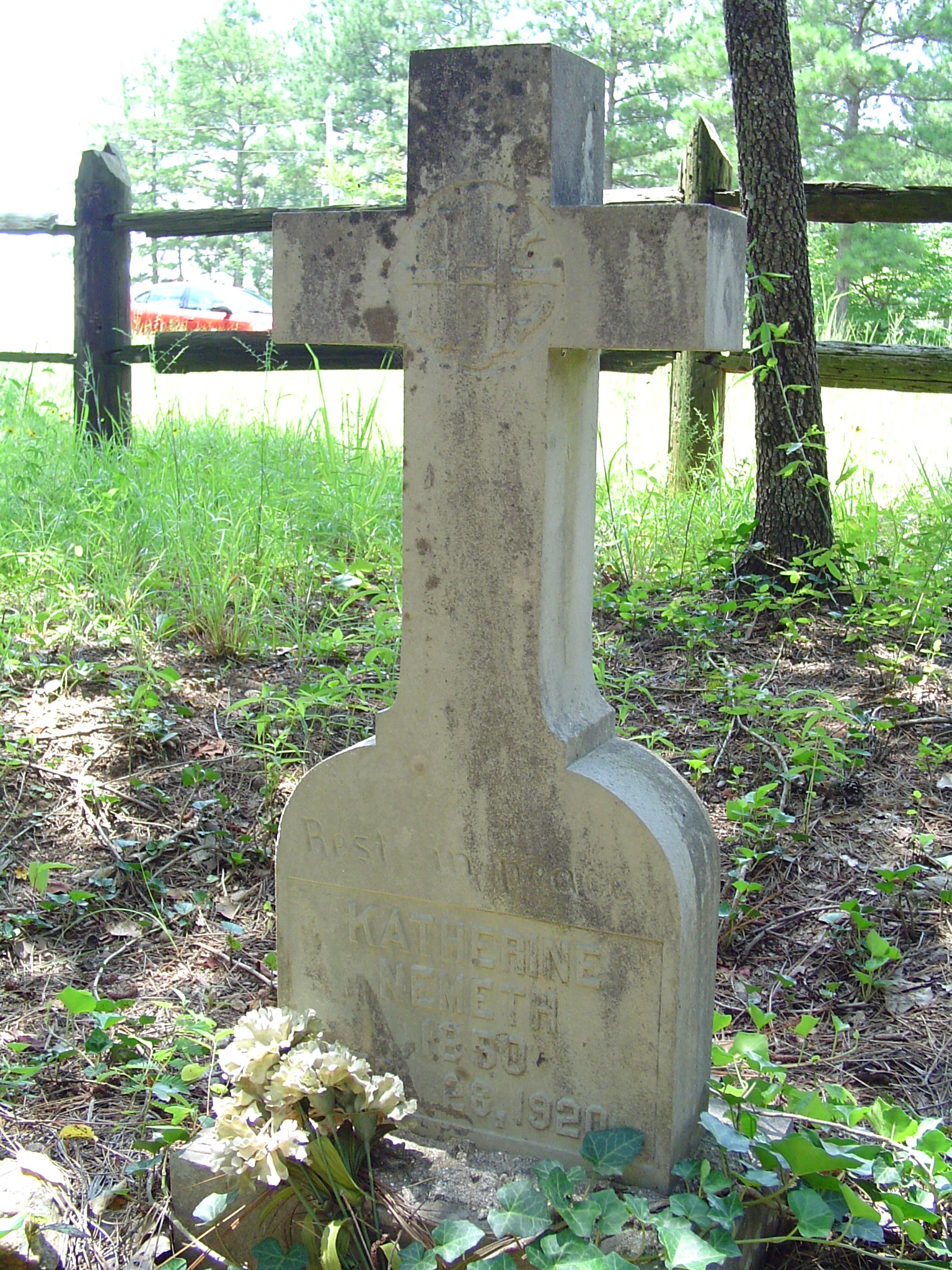
Katherine Nemeth
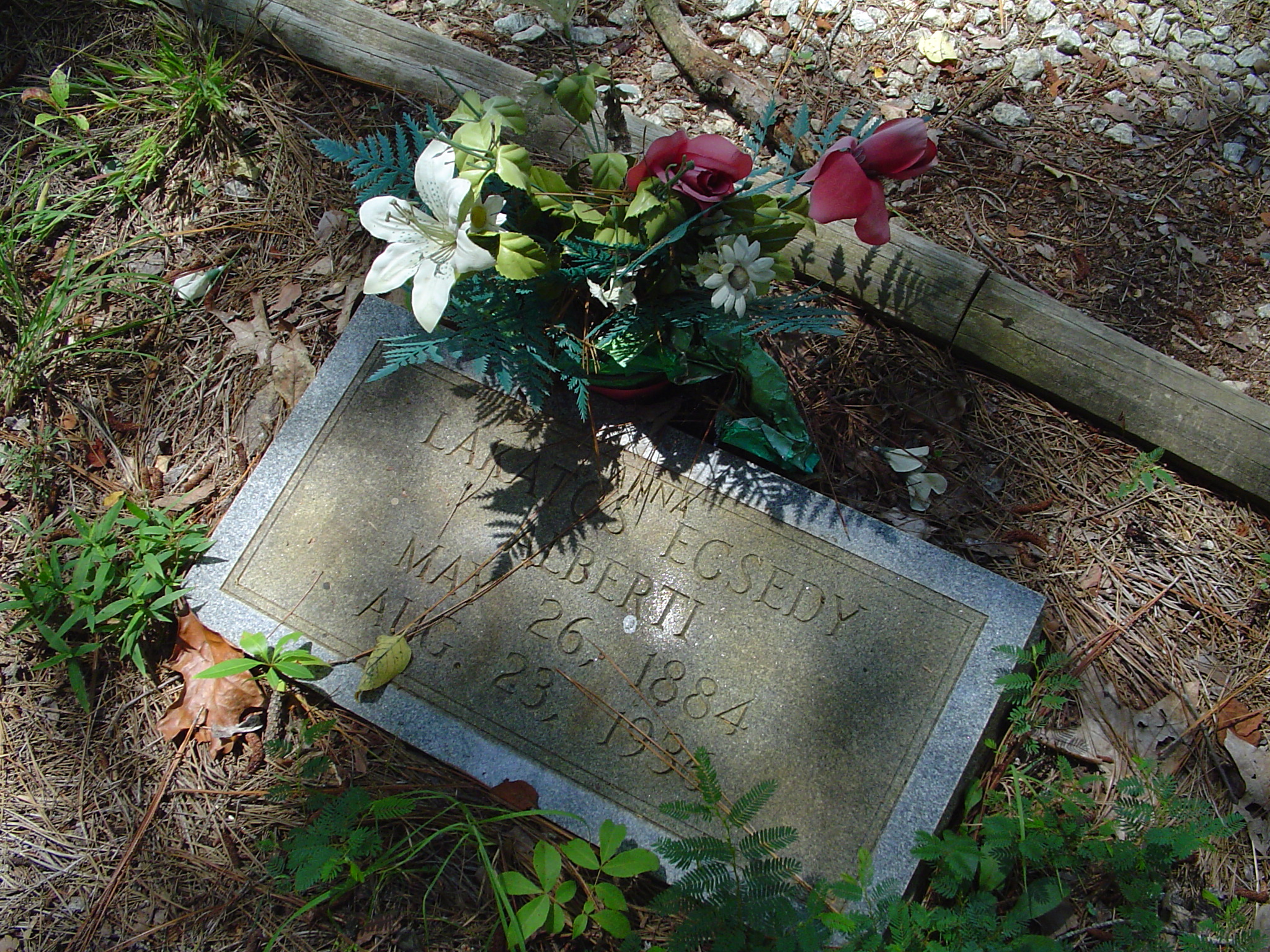
Anna Lakatos Ecsedy Alberti
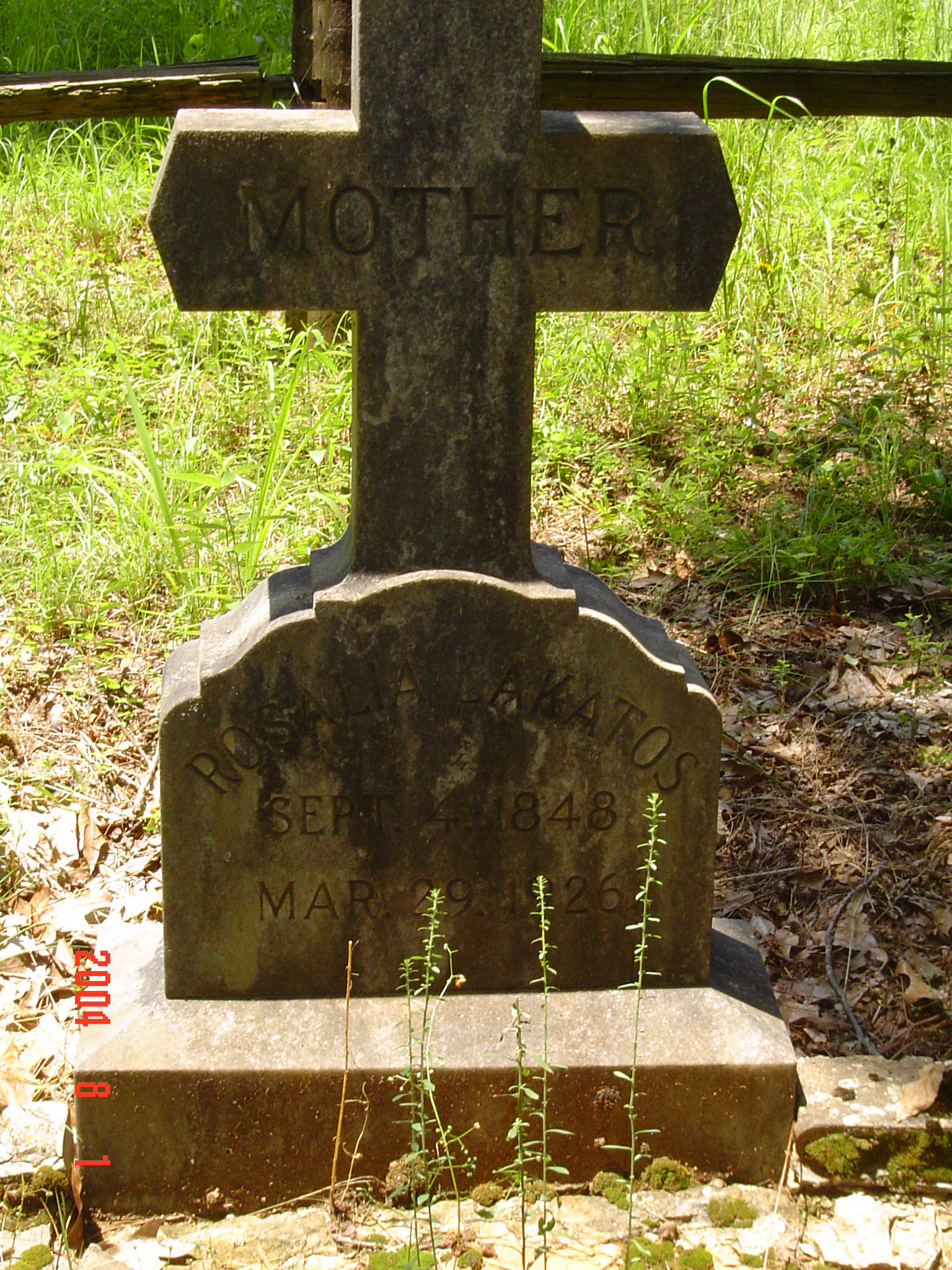
Rosalia Lakatos
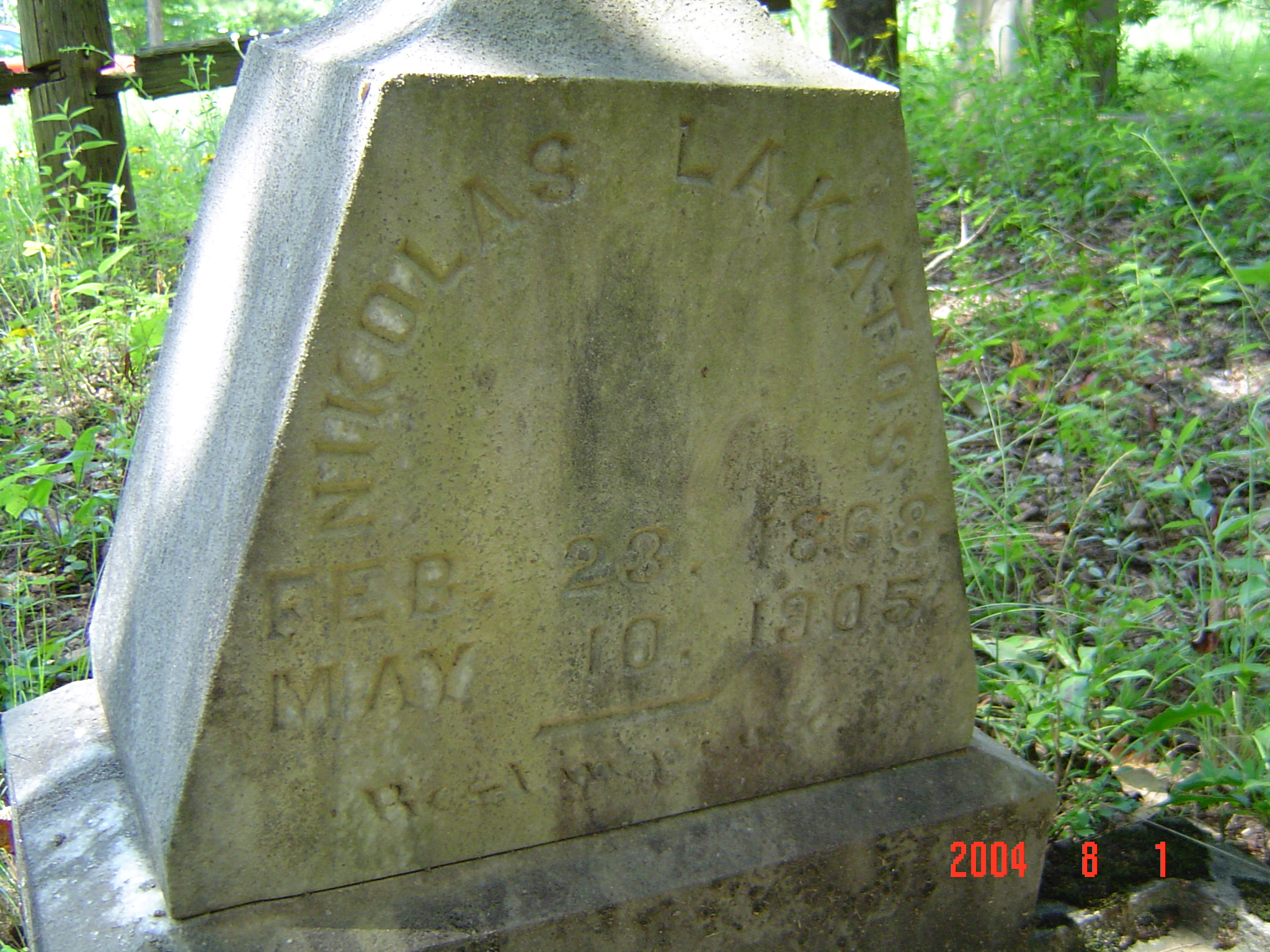
Nikolas Lakatos
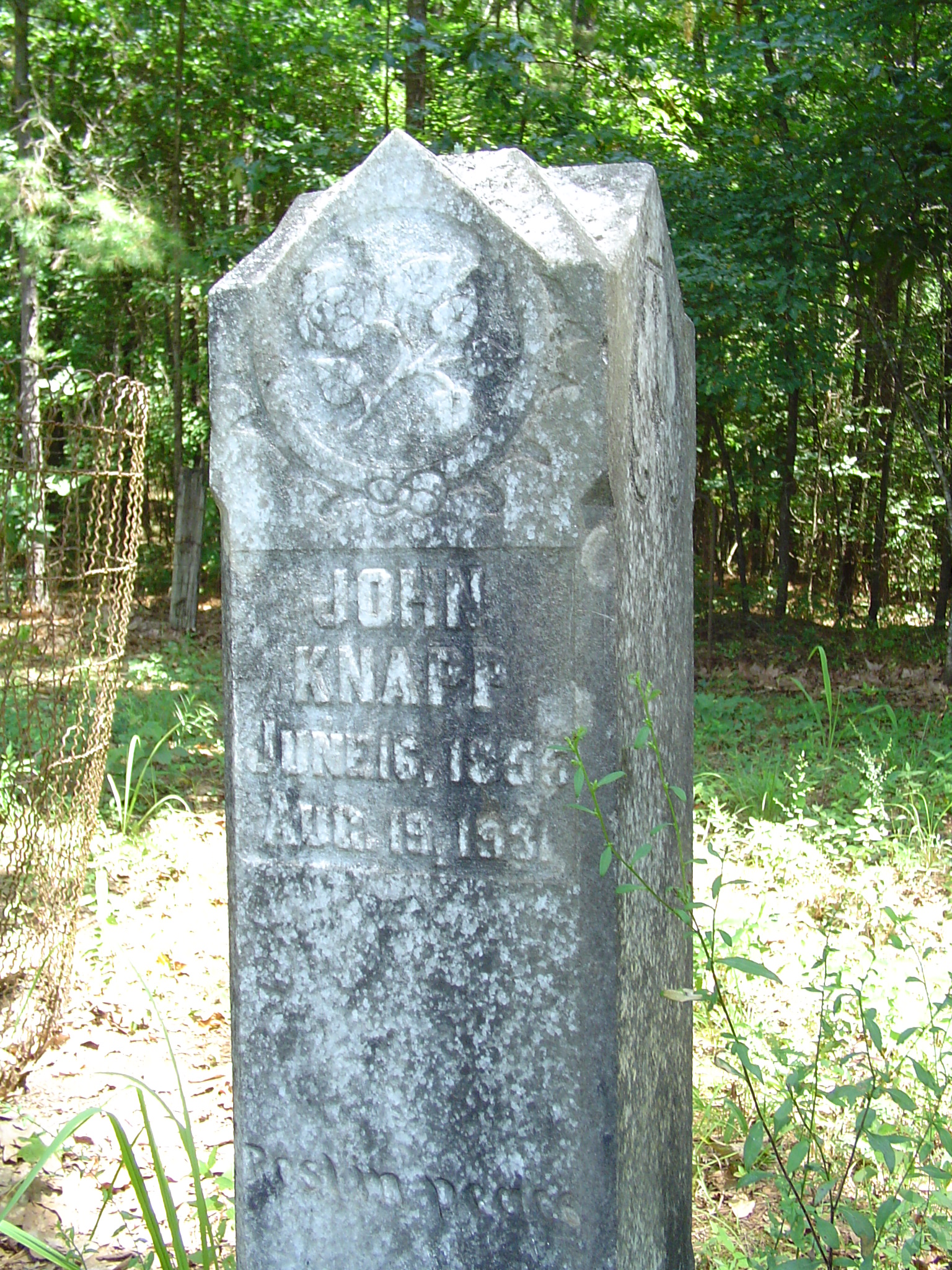
John Knapp
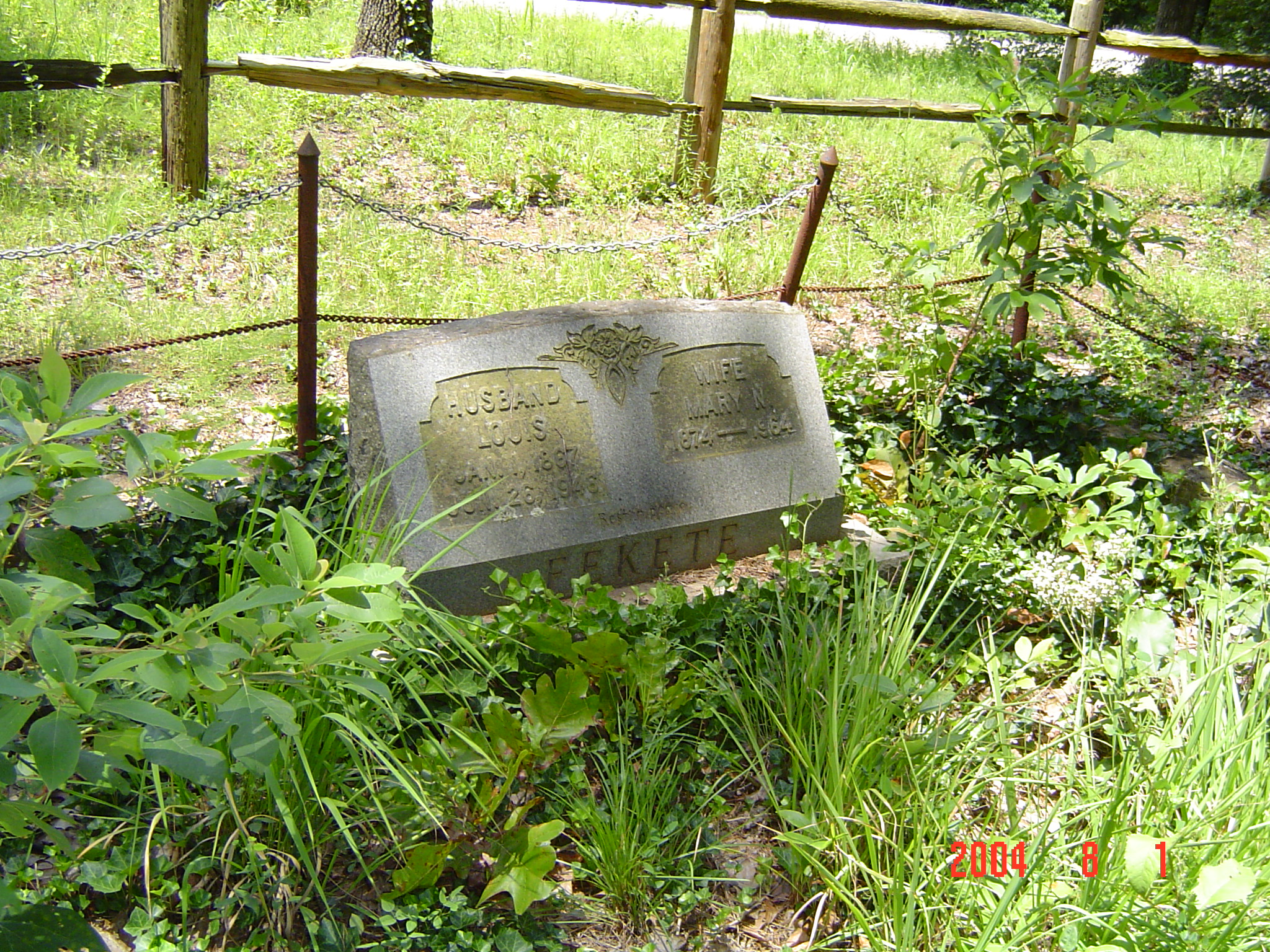
Luis&Mary Fekete
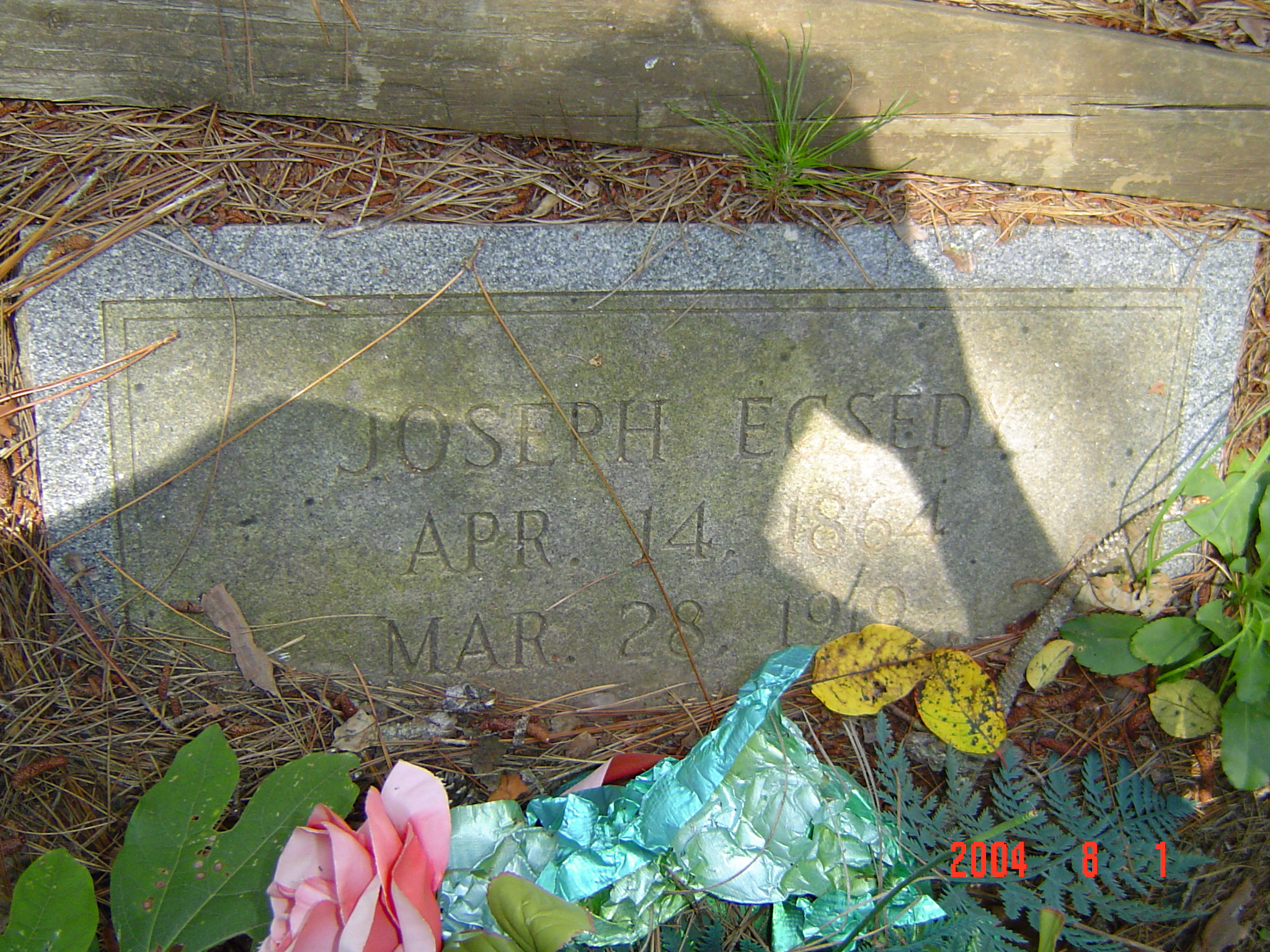
Joseph Ecsedy
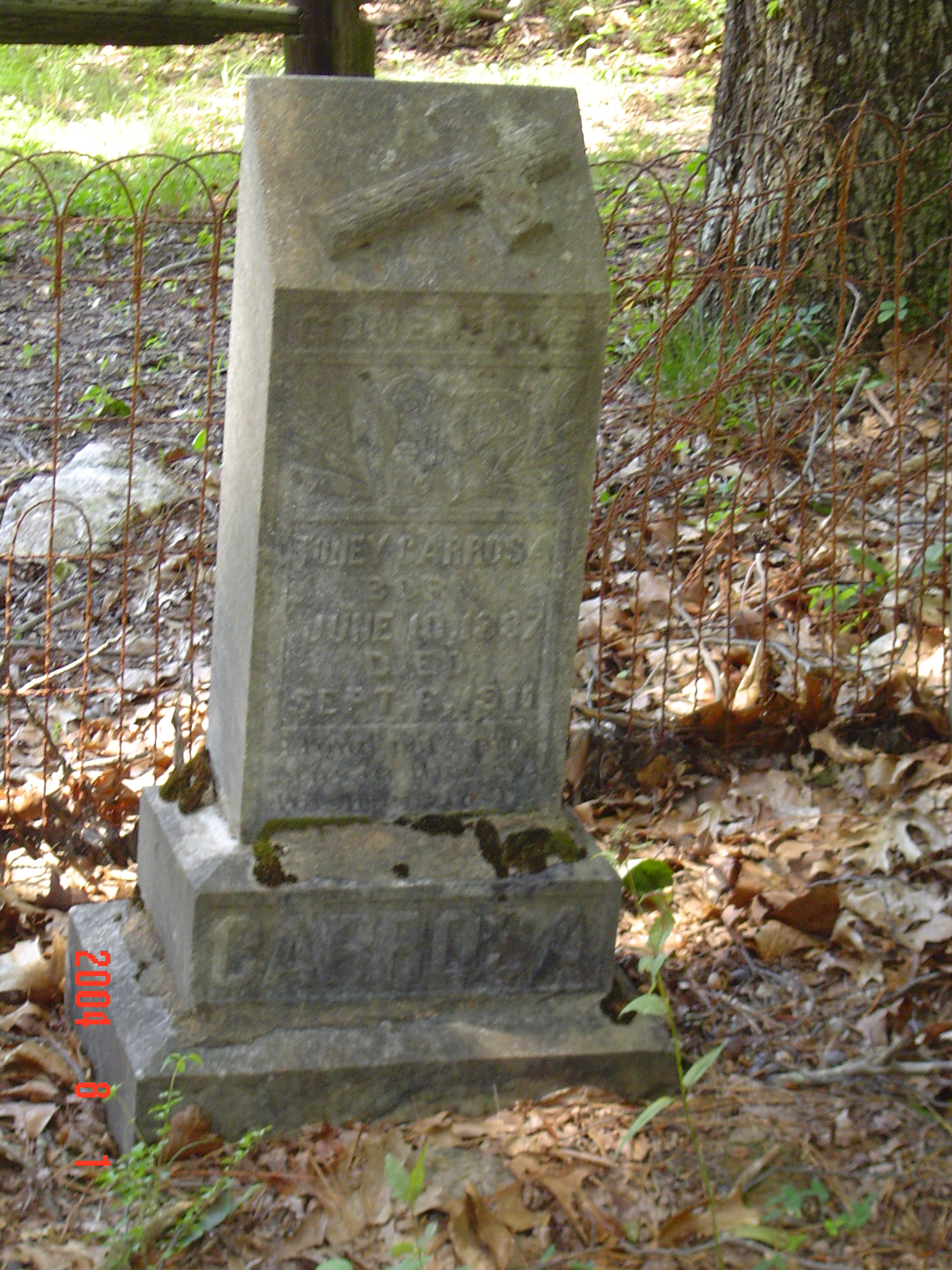
Joney Carrosa
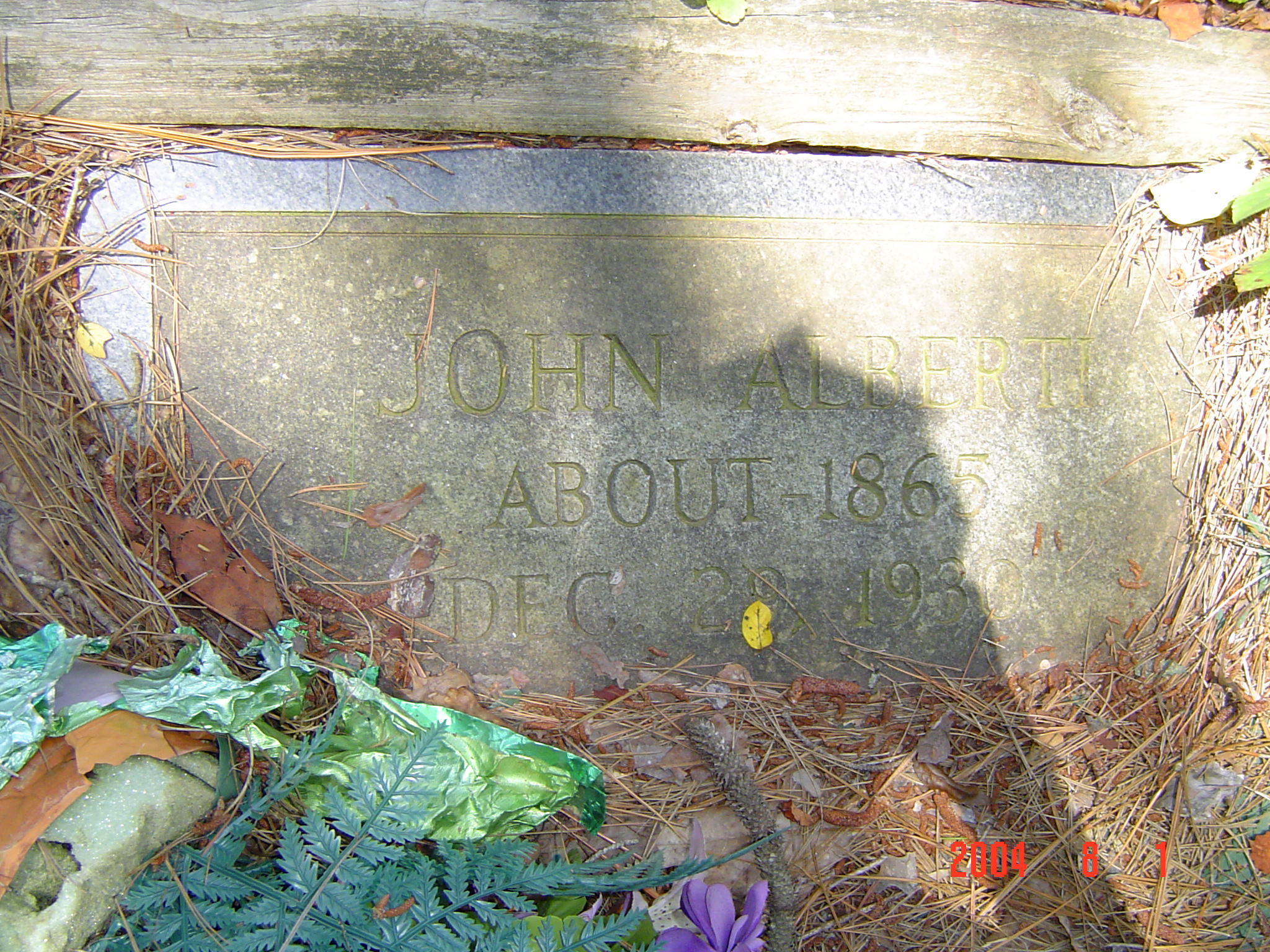
John Aberti
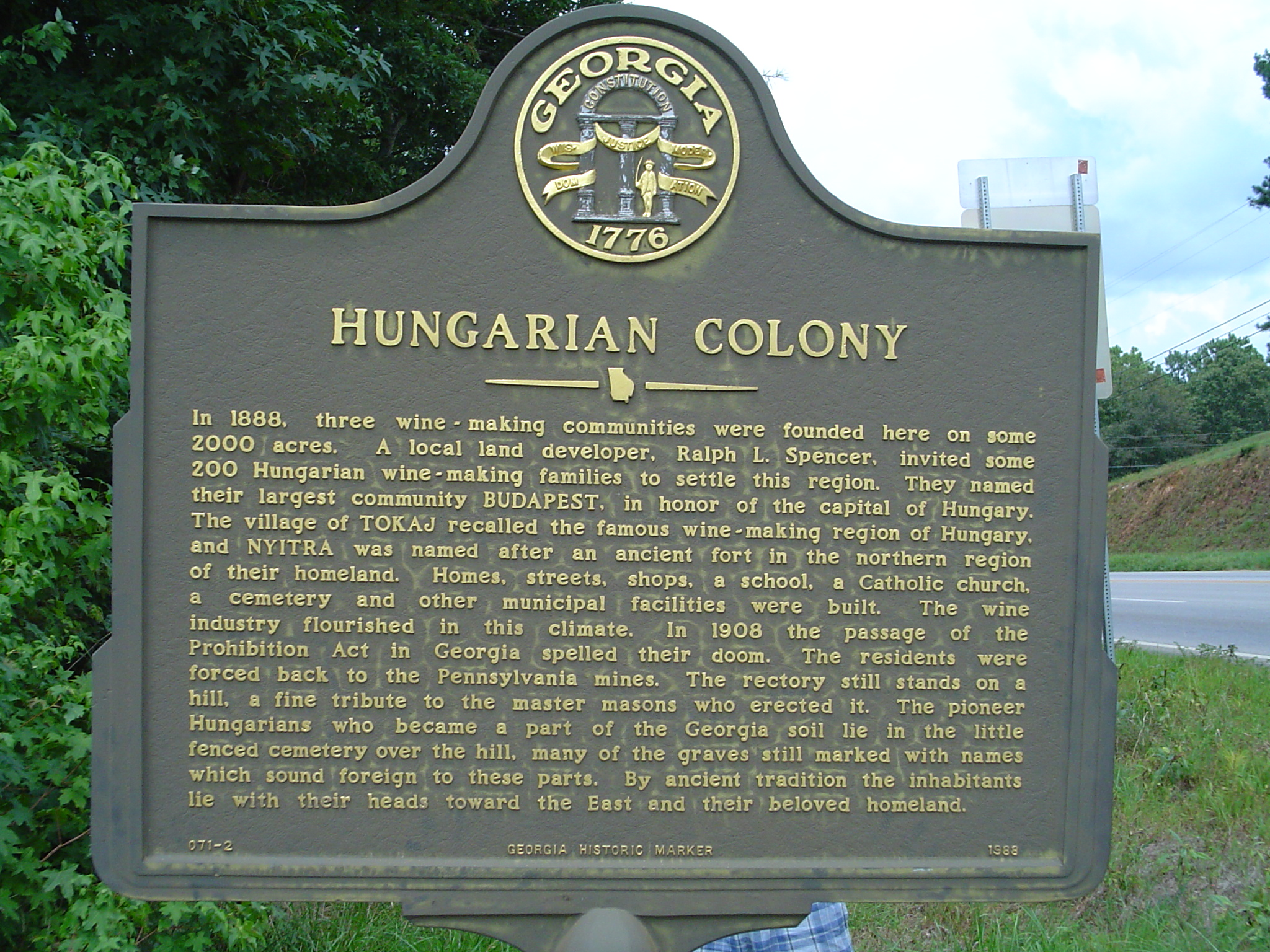
Budapest Georgia 2004.08.01

## Fordítás
Ez a szócikk részben vagy egészben  a   Budapest, Georgia című angol Wikipédia-szócikk fordításán alapul.  Az eredeti cikk szerkesztőit annak laptörténete sorolja fel. Ez a jelzés csupán a megfogalmazás eredetét és a szerzői jogokat jelzi, nem szolgál a cikkben szereplő információk forrásmegjelöléseként.